# Juan Pablo Barcia
Juan Pablo Barcia Alonso (Vegadeo, Asturias, septiembre de 1976) es un remero, levantador de pesas y jugador de baloncesto en silla de ruedas español. Ha ganado campeonatos nacionales de España de levantamiento de pesas. También ha representado a España en los Juegos Paralímpicos de Verano de 2012 en remo.

## Biografía
Barcia nació en septiembre de 1976 en Vegadeo, Asturias. A principios de la década del 2000, cuando tenía 26 años, sufrió un accidente automovilístico que lo dejó con una discapacidad permanente y requirió el uso inmediato de una silla de ruedas. Antes de su accidente, practicaba deportes de forma ocasional. Tras su accidente, probó tres deportes: levantamiento de pesas, baloncesto en silla de ruedas y remo. En 2012 tenía 36 años.  Jugó baloncesto en silla de ruedas en el Garmat-Avilés, viajando dos días a la semana para entrenar y luego un día a la semana para el partido. Como levantador de pesas adaptativo, compitió en los Campeonatos de España de 2005, 2006, 2007, 2008, 2010 y 2011, finalizando primeros en 2006 y 2008, plata en 2008, 2010, 2011 y bronce en 2005.

## Remo
Barcia es un remero clasificado ASMx 1, un deportista que sólo puede mover los brazos. Comenzó a remar mientras se recuperaba de su accidente como forma de fisioterapia. En 2006 se incorporó a un club de remo en Vegadeo. Se dedicó muy seriamente al remo en esa época, después de enterarse de que el deporte se incluiría en el programa Paralímpico por primera vez en 2008 y que potencialmente podría clasificarse para los Juegos. Institucionalmente ha tenido problemas porque el remo no cuenta con un gran apoyo en las instituciones deportivas españolas y la presencia del piragüismo en el calendario paralímpico ha complicado aún más las cosas. Cambia de deporte, desde baloncesto en silla de ruedas, levantamiento de pesas y remo. 
Después de un año en el deporte, Barcia se clasificó para los Juegos de 2008. Compitió en los Juegos Paralímpicos de Verano de 2008, donde era el único remero de España cuando este deporte hizo su debut. Los Juegos fueron los primeros. Terminó en duodécimo lugar. Llegando a los Juegos con una lesión en el glúteo derecho que repercutió en su rendimiento. 
Barcia ganó varias carreras en 2012, incluidas las de Sevilla, Trasona y Madrid. En enero de 2012 ganó el campeonato nacional de remo "indoor". En el proceso, también mejoró su propio récord nacional. Ganó el Campeonato Nacional de España de Remo Adaptado en mayo de 2012 y batió su propio récord nacional. En junio de 2012 participó en una prueba de la Copa del Mundo de Remo en Munich donde terminó quinto.  Barcia consiguió el primer puesto en el Campeonato Olímpico de Clubes Nacionales de España de Remo 2012. En julio de 2012, tras conseguir el campeonato nacional, se celebró una recepción en su honor en el ayuntamiento de Vegadeo, su localidad natal. Al evento asistieron 200 personas.  Barcia fue el único representante de España en remo en los Juegos Paralímpicos de Verano de 2012,  y uno de los cuatro deportistas españoles asturianos que compitieron en Londres.  Fue elegido para Londres por delante de Edorta de Anta.  Se clasificó para la final B de 1.000 metros tras conseguir el quinto mejor tiempo en la prueba de scull individual.     En general, terminó en noveno lugar,  después de que su correa pectoral se perdiera a 50 metros del final de la carrera. Al llegar a Londres, tuvo un agotador programa de entrenamiento de seis semanas. 
En junio de 2013, Barcia participó en el Campeonato Olímpico de Clubes Nacionales de España de Remo, que tuvo lugar en el río Guadalquivir de Sevilla. Representando al Club Remeros del Eo, y consiguió el primer puesto compitiendo contra otros tres remeros con discapacidad.   En el Campeonato Mundial de 2013 terminó octavo  después de terminar segundo en una final de consolidación. Fue uno de los tres barcos españoles que compitieron en la prueba. 